# Jovanka Broz
Jovanka Budisavljević Broz, cyr. Јованка Будисављевић Броз (ur. 7 grudnia 1924 w Pećane, zm. 20 października 2013 w Belgradzie) – pierwsza dama Jugosławii, małżonka prezydenta Josipa Broz Tity.

## Życiorys
Jovanka Budisavljević urodziła się w serbskiej rodzinie chłopskiej, jako córka Milana i Milicy. Mając siedemnaście lat dołączyła do partyzantów i znalazła się w pierwszym partyzanckim oddziale kobiecym (Prva ženska partizanska četa). Po jego rozwiązaniu została przeniesiona do siedziby 1 Korpusu, gdzie pracowała jako pielęgniarka. W 1952 wyszła za mąż za Josipa Broz Titę. 14 stycznia 1953 jej mąż został prezydentem. Josip Broz Tito zmarł 4 maja 1980, ona zaś – 20 października 2013.
Pochowana została obok męża, w mauzoleum Dom Kwiatów.